# تين

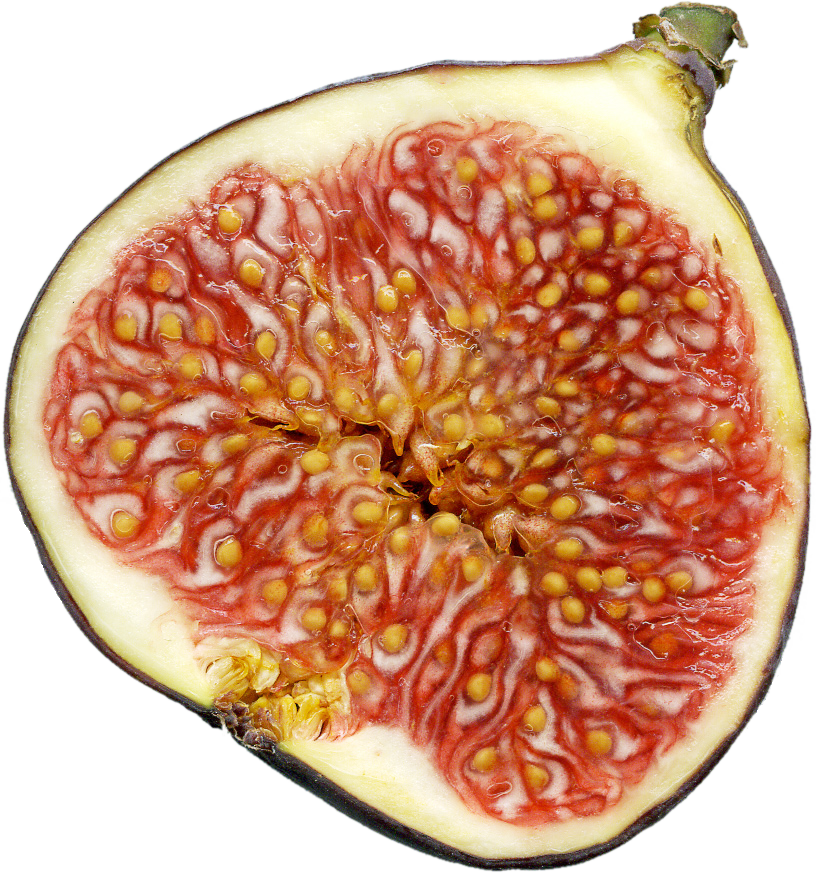
مقطع لثمرة التين

فاكهة التين في طور النمو

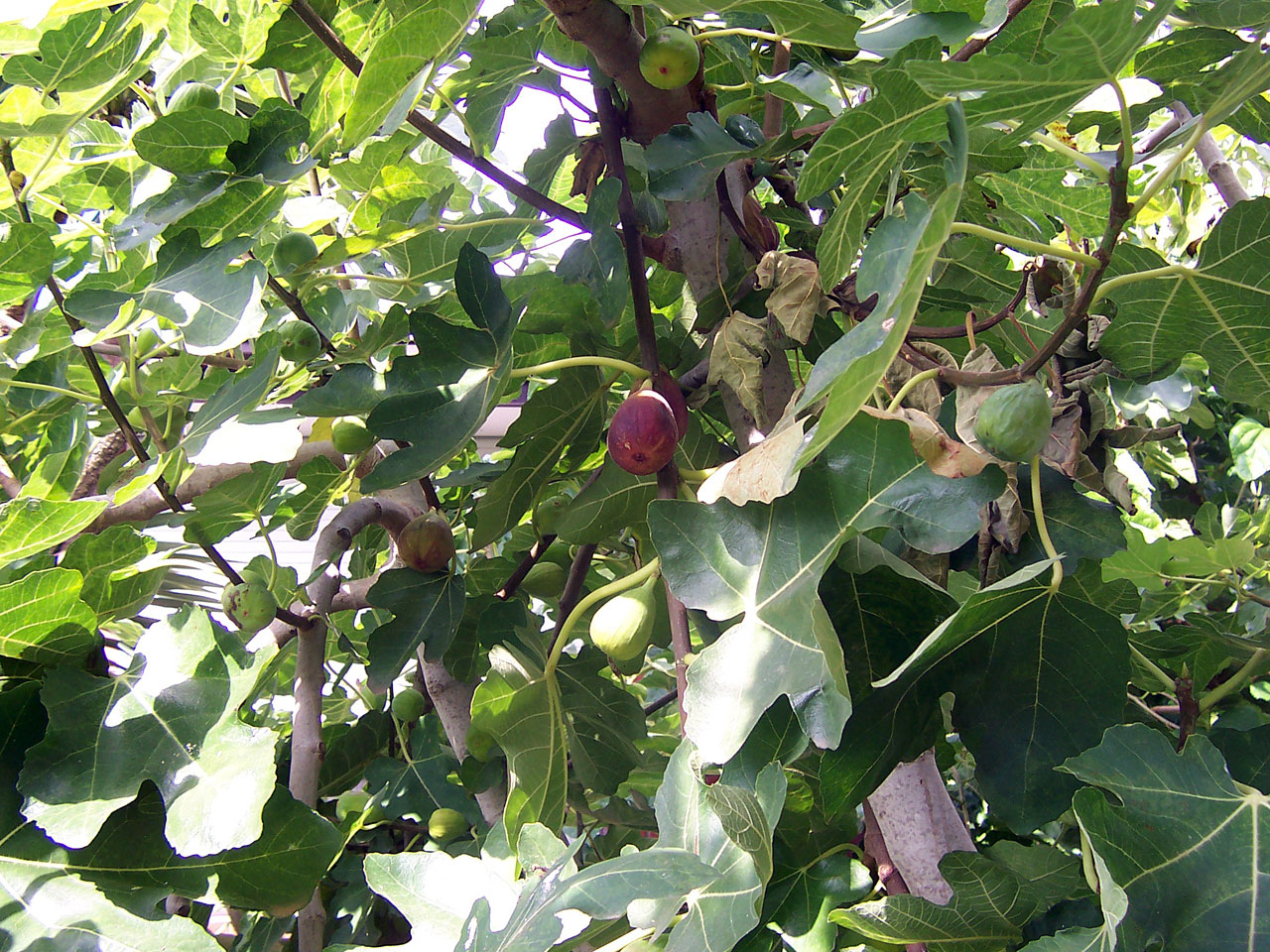
أشجار التين

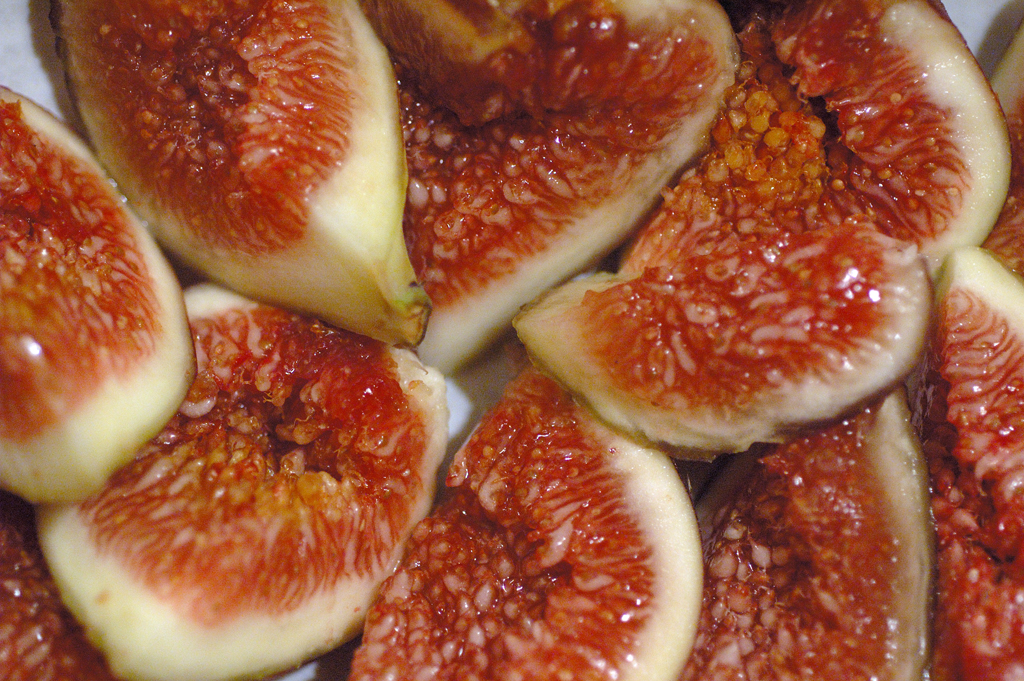
تين طازج مقطوع نصفين وتظهر الأجزاء الداخلية والبذور

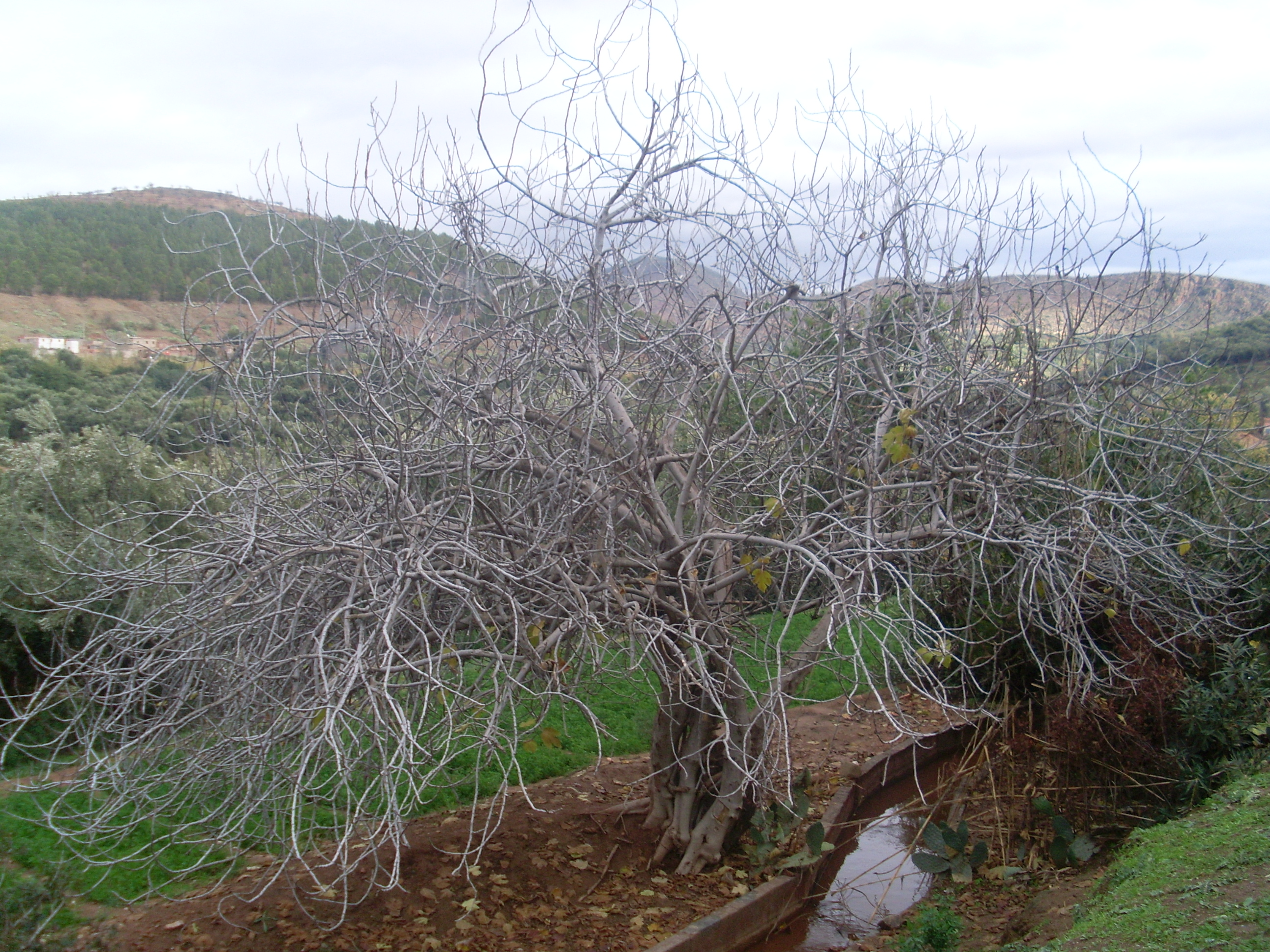
شجرة التين في فصل الخريف

التين  أو التين الشائع أو التين الكاريكي (باللاتينية: Ficus carica) نوع نباتي يتبع جنس التين من الفصيلة التوتية. يُزرع في معظم مناطق الوطن العربي وحوض البحر الأبيض المتوسط لكن موطنه يمتد من تركيا حتى شمال الهند. وصلت الشجرة مع الإرساليات الإسبانية إلى جنوب ولاية كاليفورنيا عام 1759.وهو النوع النموذجي لجنس التين، الذي يحتوي على أكثر من 800 نوع من النباتات الاستوائية وشبه الاستوائية.
نبات التين هو شجرة نفضية صغيرة أو شجيرة كبيرة يصل ارتفاعها إلى 7-10 أمتار (23-33 قدمًا)، مع لحاء أبيض ناعم. أوراقها الكبيرة بها ثلاثة إلى خمسة فصوص عميقة. ثمرتها (المشار إليها باسم التينية، وهو نوع من الثمار المركبة) على شكل دمعة، طولها 3-5 سم (1-2 بوصة)، مع قشرة خضراء قد تنضج نحو اللون الأرجواني أو البني، ولُب أحمر ناعم حلو يحتوي على العديد من البذور المقرمشة. النسغ اللبني للأجزاء الخضراء يسبب تهيجًا لجلد الإنسان. في نصف الكرة الشمالي، يكون التين الطازج في موسمه من أواخر الصيف إلى أوائل الخريف. يتحمل الصقيع الموسمي المعتدل ويمكن زراعته حتى في المناخات القارية الصيفية الحارة.
يمكن أكل التين طازجًا أو مجففًا، أو معالجته إلى مربى ولفائف وبسكويت وأنواع أخرى من الحلويات. نظرًا لأن الفاكهة الناضجة لا تنقل وتحفظ جيدًا، فإن معظم الإنتاج التجاري يكون في أشكال مجففة ومعالجة. يزود التين جسم الإنسان بالفيتامينات والمعادن والألياف، وهي تحتوي على نسبة كبيرة من السكر والأملاح المعدنية الرئيسية، مثل الكالسيوم والفوسفور وفيتامين سي، ولها فوائد صحية مثل التخلص من حب الشباب والبثور والوقاية من الإمساك وارتفاع ضغط الدم والحماية من سرطان البروستات.

## أصل الكلمة
كلمة "تين" (fig)، التي سُجلت لأول مرة في اللغة الإنجليزية في القرن الثالث عشر، مشتقة من الكلمة الفرنسية (القديمة) figue، وهي نفسها من الأوكسيتان (البروفنسالية) figa، من الكلمة الرومانسية *fica، من اللاتينية الكلاسيكية ficus (تين أو شجرة التين). الإيطالية لديها fico، مشتقة مباشرة من اللاتينية ficus. اسم التين البري (caprifig)، Ficus caprificus Risso، مشتق من الكلمة اللاتينية caper، صيغة المضاف capri (ذكر الماعز) والكلمة الإنجليزية fig.

## بيولوجيا التين

### الوصف
التين الشائع (فيكوس كاريكا) هو شجرة أو شجيرة كبيرة نفضية مزدوجة الجنس (تحمل أزهارًا مذكرة ومؤنثة على نباتات منفصلة، وأيضًا أزهارًا خنثى على بعض النباتات) يصل ارتفاعها إلى 7-10 أمتار (23-33 قدمًا)، مع لحاء أبيض ناعم. أوراقها العطرية طولها 12-25 سم (4+1⁄2-10 بوصات) وعرضها 10-18 سم (4-7 بوصات)، وهي مفصصة بعمق (ثلاثة أو خمسة فصوص).
تتطور ثمرة التين كهيكل مجوف لبي يسمى التينية المبطن من الداخل بأزهار ثنائية المسكن عديدة. تزهر الأزهار الصغيرة داخل هذا الهيكل الشبيه بالكأس. على الرغم من أنها تُعرف عادةً باسم فاكهة، إلا أن التينَة نباتيًا عبارة عن نورة ثمرية، وهي نوع من الفاكهة المركبة. تُبطن الأزهار الصغيرة وثمارها الصغيرة ذات البذرة الواحدة (الحقيقية) لاحقًا سطحها الداخلي. فتحة صغيرة أو ثُقَيب (أُسْتِيُول)، مرئية في منتصف الثمرة، هي ممر ضيق يسمح لدبور ثمار التين، بلاستوفاجا بسينيس، بدخول النورة وتلقيح الأزهار، وبعد ذلك تتحول كل بويضة مخصبة (واحدة لكل زهرة، في مبيضها) إلى بذرة. عند النضج، تُبطن هذه "البذور" (في الواقع ثمار ذات بذرة واحدة) الجزء الداخلي من كل تين.
تتطور التينَة الناضجة الصالحة للأكل إلى ثمرة ملحقة لبية تحمل الثمار العديدة ذات البذرة الواحدة، والتي تُعتبر تقنيًا نوى صغيرة (حسلة). يبلغ طول ثمرة التين الكاملة 3-5 سم (1-2 بوصة)، مع قشرة خضراء تنضج أحيانًا إلى اللون الأرجواني أو البني. يحتوي التين الشائع على نسغ لبني، تنتجها خلايا لبنية. نسغ الأجزاء الخضراء مسببة للتهيج لجلد الإنسان.

### الموطن

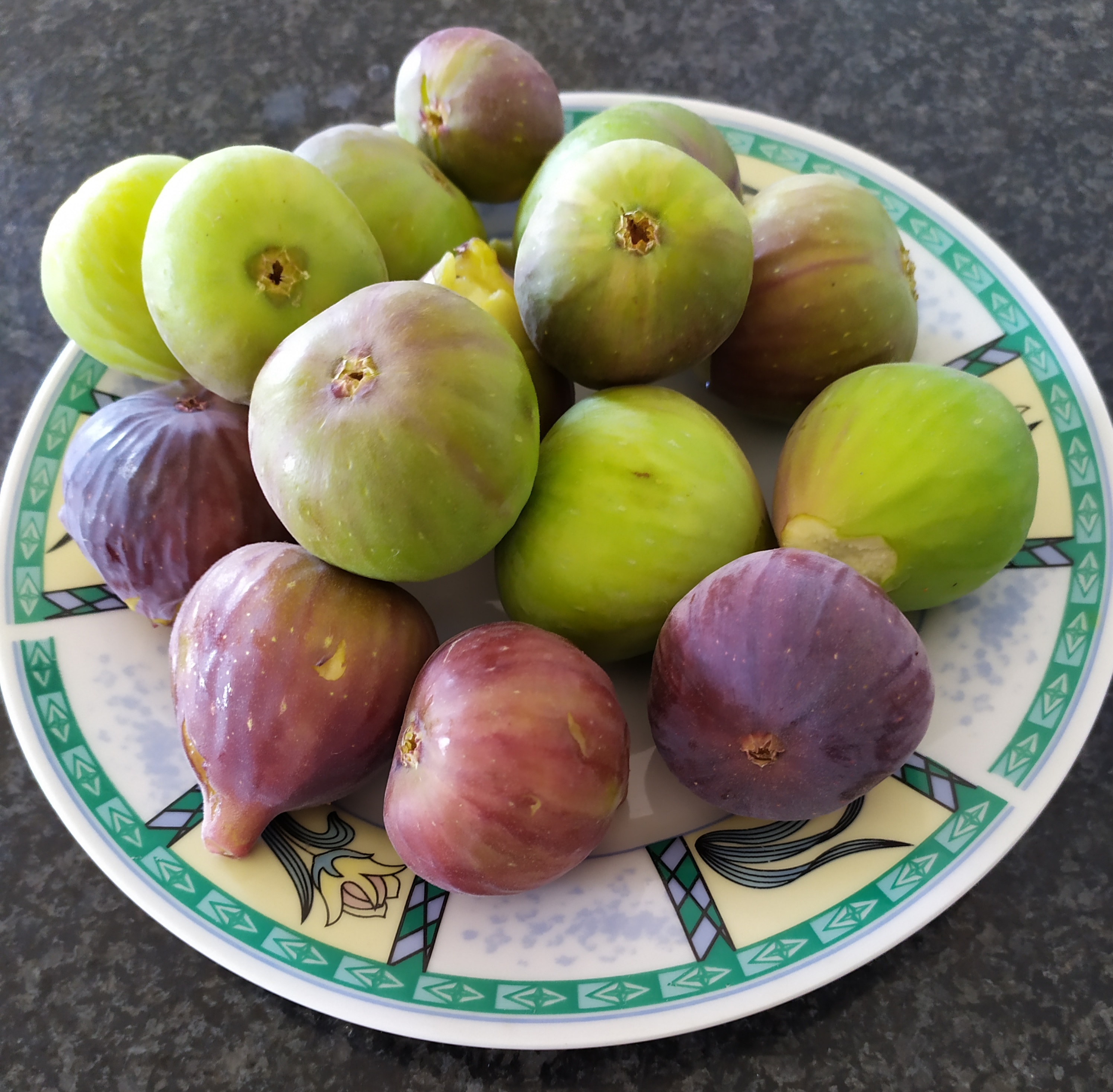
ثمار تين،فلسطين

شجرة التين الشائعة تُزرع منذ العصور القديمة وتنمو بريًا في المواقع الجافة والمشمسة ذات التربة العميقة والطازجة، وفي المواقع الصخرية التي تقع على مستوى سطح البحر حتى ارتفاع 1700 متر. تُفضل التربة المسامية نسبيًا جيدة التصريف، ويمكن أن تنمو في التربة الفقيرة بالمغذيات. على عكس أنواع التين الأخرى، لا يتطلب التين الشائع (فيكوس كاريكا) دائمًا التلقيح بواسطة دبور أو من شجرة أخرى، ولكنه يمكن أن يُلقح بواسطة دبور التين، دبور ثمار التين لإنتاج البذور. لا تتواجد دبابير التين للتلقيح في المناطق الباردة مثل الجزر البريطانية. استوطن هذا النوع في مواقع متفرقة في آسيا وأمريكا الشمالية.
يتحمل النبات الجفاف الموسمي، وتعتبر مناخات الشرق الأوسط والبحر الأبيض المتوسط مناسبة له بشكل خاص. في الموائل المواتية، يمكن أن تنمو العينات الناضجة إلى حجم كبير كأشجار ظل كبيرة وكثيفة. يمنع نظام جذورها القوي زراعتها في العديد من المواقع الحضرية، ولكن في الطبيعة تساعد هذه الخاصية النبات على التجذر في أكثر المواقع غير المضيافة. نظرًا لحاجتها الكبيرة للمياه، فهي في الغالب نبات جذري يمتص المياه اللازمة من مصادر في الأرض أو عليها. وبالتالي، فإنه غالبًا ما ينمو في المواقع التي بها مياه راكدة أو جارية، على سبيل المثال في وديان الأنهار وفي الوديان التي تجمع المياه. يبحث النبات المتجذر بعمق عن المياه الجوفية في طبقات المياه الجوفية أو الوديان (الإفجِيج) أو الشقوق في الصخور. مع الوصول إلى هذه المياه، تُبرد الشجرة البيئات الحارة التي تنمو فيها، وبالتالي تُنتج موطنًا طازجًا ولطيفًا للعديد من الحيوانات التي تحتمي بظلها خلال فترات الحرارة الشديدة.

### البيئة
يُنشر التين بواسطة الطيور والثدييات التي تنثر بذوره في روثها. فاكهة التين هي مصدر غذاء مهم لجزء كبير من الحيوانات في بعض المناطق، ويعود توسع الشجرة إلى تلك التي تتغذى على ثمارها. تنبت شجرة التين الشائعة أيضًا من أنسجة الجذر والساق الجارية (المدادات).

## الزراعة

### من العصور القديمة
التين الصالح للأكل هو أحد أوائل النباتات التي زرعها الإنسان. عُثر على تسع تينات أحفورية فرعية من نوع الإثمار البكري (وبالتالي عقيم) يعود تاريخها إلى حوالي 9400-9200 قبل الميلاد في قرية جلجال الأولى التي تعود إلى العصر الحجري الحديث المبكر (في غور الأردن، على بعد 13 كم شمال أريحا). يسبق هذا الاكتشاف تدجين القمح والشعير والبقوليات، وبالتالي قد يكون أول مثال معروف للزراعة. يُقترح أن هذا النوع العقيم ولكنه مرغوب فيه قد زُرع عن قصد، قبل ألف عام من تدجين المحاصيل التالية (القمح والشيلم). في فلسطين القديمة، غالبًا ما كانت تُنتج كعك التين من التين الناضج المختار.
كان التين منتشرًا على نطاق واسع في اليونان القديمة، ووصف كل من أرسطو وثاوفرسطس زراعته. لاحظ أرسطو أنه كما هو الحال في أجناس الحيوانات، فإن التين له أفراد من نوعين، أحدهما (التين المزروع) الذي يحمل الثمار، والآخر (التين البري) الذي يساعد الآخر على حمل الثمار. علاوة على ذلك، سجل أرسطو أن ثمار التين البري تحتوي على دبابير التين. تبدأ هذه حياتها كيرقات، وينشق الدبور البالغ "جلده" (الخادرة) ويطير من التين ليجد ويدخل تينًا مزروعًا، مما ينقذه من السقوط. لاحظ ثاوفرسطس أنه مثلما لأشجار النخيل أزهار مذكرة ومؤنثة، وأن المزارعين (من الشرق) يساعدون عن طريق نثر "الغبار" من الذكر على الأنثى، وكما يطلق السمك الذكر منيه على بيض الأنثى، كذلك يربط المزارعون اليونانيون التين البري بالأشجار المزروعة. ومع ذلك، فهم لا يقولون بشكل مباشر أن التين يتكاثر جنسيًا.
كان التين أيضًا مصدرًا غذائيًا شائعًا للرومان. يذكر كاتو الأكبر، في كتابه "دي أجري كولتورا" الذي يعود تاريخه إلى حوالي 160 قبل الميلاد، سلالات عديدة من التين كانت تُزرع في الوقت الذي كتب فيه كتابه: الماريسكان، والأفريقي، والهركوليان، والساجنتين، والتيلاني الأسود. كانت الثمار تُستخدم، من بين أشياء أخرى، لتسمين الإوز لإنتاج فوجرة كبد الإوز. يُشاع أن أول إمبراطور روماني، أغسطس، قد تسمم بالتين من حديقته لطخته زوجته ليفيا بالسم. لهذا السبب، أو ربما بسبب خبرتها في البستنة، زُرع صنف من التين يُعرف باسم الليفيانا في الحدائق الرومانية.
التين من الثمار المشهورة والمفضلة عبر التاريخ. وهي فاكهة حظيت بتقدير منذ قديم الزمان بشكليها الجاف والغض الأخضر. استعمل الفينيقيون التين في رحلاتهم البحرية والبرية. ظهر التين في الرسوم والنقوش والمنحوتات التي اكتشفت في سوريا.كان التين طعاماً رئيسياً عند الإغريق وقد استعمله بوفرة الإسبارطيون في موائد طعامهم اليومية. اعتمد غذاء الرياضين بشكل رئيسي على التين لاعتقادهم بأنه يزيد في قوتهم. وقد سنّت الدولة الاغريقية في ذلك الوقت قانوناً يمنع تصدير التين والفاكهة ذات الصنف الممتاز من بلادهم إلى البلاد الأخرى. دخل التين أوروبا عبر إيطاليا. بليني يعطي في كتاباته التفاصيل عن أكثر من 29 صنفاً من التين كانت معروفة في وقته. ويمتدح بشكل خاص الأنواع المنتجة في بلدة تارانت (باللاتينية: Tarant). نسب الاسم اللاتيني للنبات إلى منطقة كاريا في غرب آسيا الصغرى.
يذكر بليني التين البري الذي كتب عنه هوميروس وغيره من المشاهير والأطباء مثل ديسقوريدوس (باللاتينية: Dioscorides) الذي اشتهر بكتاباته الطبية التي ترجمت إلى العربية. ووافق على بعض معلوماته مشاهير الأطباء العرب وانتقدها البعض الآخر ورفضوها وأثبتوا بالحجة والبراهين أسباب الرفض.

### العصر الحديث
يُزرع التين الشائع لثماره الصالحة للأكل في جميع مناطق المناخ المعتدل. كما يُزرع كشجرة زينة، وفي المملكة المتحدة، حصلت الأصناف 'براون تيركي' و'ايس كريستال' (التي تُزرع بشكل أساسي لأوراقها غير العادية) على جائزة الاستحقاق للحدائق من الجمعية الملكية للبستنة. ويُزرع التين أيضًا في ألمانيا، بشكل رئيسي في الحدائق الخاصة داخل المناطق المبنية. لا يوجد زراعة تجارية للتين. تُقدر منطقة بالاتينات في جنوب غرب ألمانيا بحوالي 80 ألف شجرة تين. يُعد صنف براون تيركي هو الأكثر انتشارًا في المنطقة. هناك حوالي اثني عشر صنفًا منتشرة على نطاق واسع وقادرة على تحمل الشتاء في الهواء الطلق في الغالب دون حماية خاصة. حتى أن هناك صنفين محليين، "مارتينسفيج" و "لوشيم"، اللذين قد يكونان أكثر الأصناف تحملًا في المنطقة.
مع نمو سكان كاليفورنيا، خاصة بعد حمى الذهب، جلب عدد من الأصناف الأخرى من قبل أشخاص وأصحاب مشاتل من الساحل الشرقي للولايات المتحدة ومن فرنسا وإنجلترا. بحلول نهاية القرن التاسع عشر، أصبح من الواضح أن كاليفورنيا لديها القدرة على أن تكون ولاية مثالية لإنتاج التين بسبب مناخها الشبيه بالبحر الأبيض المتوسط وخط عرض 38 درجة، الذي يضع سان فرانسيسكو على نفس خط عرض إزمير، تركيا. جلب جي بي ريكسفورد أول تين سميرنا حقيقي إلى كاليفورنيا في عام 1880. الصنف الأكثر شيوعًا من تين سميرنا هو كاليميرنا، وهو اسم يجمع بين "كاليفورنيا" و "سميرنا". ومع ذلك، فإن الصنف ليس ناتجًا عن برنامج تربية، ولكنه من أحد العُقَل التي جُلبت إلى كاليفورنيا في الجزء الأخير من القرن التاسع عشر. إنه مطابق للصنف لوب إنجير الذي يُزرع في تركيا منذ قرون.
يمكن العثور على التين في المناخات القارية ذات الصيف الحار حتى الشمال مثل المجر ومورافيا. طُورت آلاف الأصناف، معظمها مُسمى، حيث جلبت الهجرة البشرية التين إلى أماكن عديدة خارج نطاقه الطبيعي. يمكن إكثار نباتات التين بالبذور أو بالطرق الخضرية. الإكثار الخضري أسرع وأكثر موثوقية، لأنه لا ينتج التين البري غير الصالح للأكل. تنبت البذور بسهولة في الظروف الرطبة وتنمو بسرعة بمجرد استقرارها. للإكثار الخضري، يمكن زراعة البتائل ذات البراعم في تربة جيدة الري في الربيع أو الصيف، أو يمكن خدش غصن لكشف اللحاء وتثبيته على الأرض للسماح للجذور بالتطور.
يمكن إنتاج محصولين من التين كل عام. يتطور المحصول الأول أو محصول بريبا في الربيع على نمو البراعم في العام الماضي. يتطور محصول التين الرئيسي على نمو البراعم في العام الحالي وينضج في أواخر الصيف أو الخريف. يُعتبر المحصول الرئيسي بشكل عام متفوقًا في الكمية والجودة، ولكن بعض الأصناف مثل 'بلاك ميشن' و 'كرويسيك' و 'فينتورا' تنتج محاصيل بريبا جيدة.
هناك ثلاثة أنواع من التين الصالح للأكل:
- التين المستمر (أو الشائع) لديه أزهار أنثوية بالكامل لا تحتاج إلى تلقيح للإثمار؛ يمكن أن تتطور الثمرة عن طريق التكاثر البكري. هذا تين بستنة شائع لأصحاب الحدائق المنزلية. دوتاتو (كادوتا) وبلاك ميشن وبراون تيركي وبرونزويك وسيليست هي بعض الأصناف الممثلة.
- يتطلب التين المتساقط (أو سميرنا) التلقيح الخلطي بواسطة دبور التين مع حبوب اللقاح من التين البري حتى تنضج الثمرة. إذا لم تُلقح، تتساقط الثمار غير الناضجة. بعض الأصناف هي مارابوت وإنشاريو وزيدي.
- يُنتج التين الوسيط (أو سان بيدرو) محصول بريبا غير مُلقح ولكنه يحتاج إلى تلقيح للمحصول الرئيسي اللاحق. الأمثلة هي لامبيرا وكينج وسان بيدرو.

هناك العشرات من أصناف التين، بما في ذلك أصناف المحاصيل الرئيسية والبريبا، والتين البري الصالح للأكل (كرويسيك). غالبًا ما تكون الأصناف محلية، توجد في منطقة واحدة من بلد واحد.

### البيات الشتوي
يمارس أفراد الشتات الإيطالي الذين يعيشون في مناخات شتوية باردة عادة دفن أشجار التين المستوردة لتبييتها وحماية الخشب الصلب المثمر من البرد. أدخل المهاجرون الإيطاليون إلى أمريكا في القرن التاسع عشر هذه الممارسة الشائعة في مدن مثل نيويورك وفيلادلفيا وبوسطن وتورنتو، حيث تكون فصول الشتاء عادة شديدة البرودة بحيث لا يمكن ترك الشجرة مكشوفة. تتكون هذه الممارسة من حفر خندق مناسب لحجم العينة، وبعضها يزيد ارتفاعه عن 10 أقدام، وقطع جزء من نظام الجذور، وثني العينة في الخندق. غالبًا ما تُلف العينات بمواد مقاومة للماء لمنع تكون العفن والفطريات، ثم تغطى بطبقة سميكة من التربة والأوراق. في بعض الأحيان يُوضع خشب الأبلكاش أو حديد مموج مجلفن في الأعلى لتثبيت الشجرة. في المناخات الحدودية مثل مدينة نيويورك، لم يعد دفن الأشجار ضروريًا لأن درجات حرارة الشتاء المنخفضة قد زادت. غالبًا ما تُلف العينات ببساطة بالبلاستيك ومواد عازلة أخرى، أو تكون غير محمية إذا زرعت في موقع محمي مقابل جدار يمتص ضوء الشمس.

### التربية
في حين أن التين يحتوي على أنواع طبيعية أكثر من أي محصول شجري آخر، لم يُطور برنامج تربية رسمي حتى بداية القرن العشرين. اختبر إيرا كوندت، "كبير كهنة التين"، وويليام ستوري بضعة آلاف من شتلات التين في أوائل القرن العشرين في جامعة كاليفورنيا، ريفرسايد. ثم استمر ذلك في جامعة كاليفورنيا، دافيس. ومع ذلك، اُغلق برنامج تربية التين في النهاية في الثمانينيات.
نظرًا لضغوط الأمراض الحشرية والفطرية في كل من التين المجفف والطازج، اُحيي برنامج التربية في عام 1989 بواسطة جيمس دويل ولويز فيرجسون باستخدام البلازما الجرثومية التي أنشئت في جامعة كاليفورنيا، ريفرسايد بواسطة إيرا كوندت وويليام ستوري. اُجري عمليات تهجين وهناك الآن نوعان جديدان قيد الإنتاج في كاليفورنيا: النوع العام "سييرا"، والنوع الحاصل على براءة اختراع "سيكويا".

## الانتاج
في عام 2020، بلغ إنتاج العالم من التين الخام 1.26 مليون طن، بقيادة تركيا (بنسبة 25٪ من إجمالي العالم)، ومصر والمغرب والجزائر كأكبر المنتجين مجتمعين، حيث تمثل 62٪ من الإجمالي.
| الدولة  | تركيا   | مصر     | الجزائر | المغرب  | ايران  | اسبانيا | سوريا  | اوزباكستان | افغانستان | السعودية | الولايات المتحدة الامريكية |
| (بالطن) | 350,000 | 187,873 | 112,267 | 109,620 | 67,861 | 43,500  | 39,653 | 29,844     | 29,437    | 28,050   | 27,924                     |

## الطعام
يمكن أكل التين طازجًا أو مجففًا، واستخدامه في صناعة المربى. معظم الإنتاج التجاري يُصنع في أشكال مجففة أو معالجة بطريقة أخرى، لأن الثمرة الناضجة لا تنقل جيدًا، وبمجرد قطفها لا تُحفظ جيدًا. فطيرة التين المنتجة على نطاق واسع ("تين نيوتن" هي علامة تجارية لشركة نابيسكو) هي بسكويت (أو كعكة) مع حشوة مصنوعة من التين.
في نصف الكرة الشمالي، يكون التين الطازج في موسمه من أغسطس حتى أوائل أكتوبر. يجب أن يكون التين الطازج المستخدم في الطهي ممتلئًا وناعمًا، وبدون كدمات أو تشققات. إذا كانت رائحته حامضة، فقد أصبح التين ناضجًا أكثر من اللازم. يمكن حفظ التين غير الناضج قليلًا في درجة حرارة الغرفة لمدة يوم إلى يومين لينضج قبل التقديم. يكون التين ألذ في درجة حرارة الغرفة.
خضع التين الذي يُحصد حديثًا لطريقتين متميزتين للتجفيف لحفظه. الطريقة الأولى كانت التجفيف الطبيعي بالشمس، حيث تعرض التين لدفء وضوء الشمس. تضمنت الطريقة الثانية التجفيف في الفرن، حيث وُضع التين في بيئة ذات درجة حرارة مُتحكم بها داخل الفرن. لكل عملية تأثيرها الفريد على ملمس ونكهة التين المجفف.

### التغذية
يحتوي التين النيء على 79٪ ماء و19٪ كربوهيدرات و1٪ بروتين ويحتوي على كمية ضئيلة من الدهون (الجدول). وهي مصدر معتدل (14٪ من القيمة اليومية) للألياف الغذائية و310 كيلوجول (74 كيلو كالوري) من طاقة الطعام لكل وجبة 100 جرام، ولا توفر مغذيات دقيقة أساسية بكميات كبيرة (الجدول).
عند تجفيف التين إلى 30٪ ماء، يصبح محتواه من الكربوهيدرات 64٪، ومحتواه من البروتين 3٪، ومحتواه من الدهون 1٪. في وجبة 100 جرام، توفر 1041 كيلوجول (249 كيلو كالوري) من طاقة الطعام، يعتبر التين المجفف مصدرًا غنيًا (أكثر من 20٪ من القيمة اليومية) للألياف الغذائية والمعدن الأساسي المنغنيز (26٪ من القيمة اليومية)، بينما يوجد الكالسيوم والحديد والمغنيسيوم والبوتاسيوم وفيتامين ك بكميات معتدلة.
في ثمار التين، تكون مستويات الجلوكوز والفركتوز متطابقة تقريبًا، مع كون الجلوكوز أكثر انتشارًا بشكل طفيف بشكل عام، في حين أن وجود السكروز ضئيل. مع ذلك، في بعض أنواع التين، يمكن أن يتجاوز محتوى الفركتوز أحيانًا محتوى الجلوكوز بشكل طفيف.

## الأبحاث والطب الشعبي

### المواد الكيميائية النباتية
يحتوي التين على مواد كيميائية نباتية متنوعة تخضع لأبحاث أساسية لدراسة خواصها البيولوجية المحتملة، بما في ذلك البوليفينولات، مثل حمض الغاليك، وحمض الكلوروجينيك، وحمض السيرنجيك، و (+)-كاتيشين، و (-)-إبيكاتشين، وروتين. قد يختلف لون التين بين الأصناف بسبب التركيزات المختلفة من الأنثوسيان، مع محتوى عالٍ بشكل خاص من سيانيدين-3-O-روتينوسيد.

### الطب الشعبي
في بعض الطب التقليدي القديم في منطقة البحر الأبيض المتوسط، كان يُستخدم النسغ اللبني لنبات التين لتليين مسامير القدم، وإزالة الثآليل، وطرد الطفيليات.
منذ أواخر القرن التاسع عشر، أصبح شراب التين الممزوج بالسنا متاحًا كملين.

## السمية
مثل أنواع النباتات الأخرى في الفصيلة التوتية، يمكن أن يسبب ملامسة النسغ اللبني لنبات التين الشائع يتبعها التعرض للأشعة فوق البنفسجية التهاب الجلد الضوئي النباتي، وهو التهاب جلدي قد يكون خطيرًا. على الرغم من أن النبات ليس سامًا في حد ذاته، إلا أن التين الشائع مدرج في قاعدة بيانات النباتات السامة التابعة لإدارة الغذاء والدواء الأمريكية.
من المعروف أن المركبات الكيميائية العضوية التي تسمى فورانوكومارين تسبب التهاب الجلد الضوئي النباتي لدى البشر. يحتوي التين الشائع على كميات كبيرة من اثنين من الفورانوكومارين، وهما بسورالين وبيرغابتين. يحتوي الزيت العطري لأوراق التين على أكثر من 10٪ بسورالين، وهو أعلى تركيز لأي مركب عضوي معزول من أوراق التين. يبدو أن البسورالين هو مركب الفورانوكومارين الرئيسي المسؤول عن التهاب الجلد الضوئي النباتي الناتج عن أوراق التين.
يوجد البسورالين والبيرغابتين بشكل رئيسي في النسغ اللبني لأوراق وأغصان التين الشائع ولكن ليس في الثمار. لم يُكشف عن وجود البسورالين ولا البيرغابتين في الزيت العطري لثمار التين. وبالتالي لا يوجد دليل قاطع على أن ثمار التين تسبب التهاب الجلد الضوئي النباتي.

## الأهمية الثقافية

### الأساطير البابلية
على سبيل المثال، اتخذت إنانا البابلية شكل شجرة التين الإلهية زيقوم، "الأم البدائية في المكان المركزي للأرض"، حامية المخلص تموز. علاوة على ذلك، ارتبط التين وشجرة التين ارتباطًا وثيقًا بالأنوثة. وفقًا لموسوعة باربرا ووكر حول رموز الآلهة، "قد يفسر هذا الاستخدام الشائع لشجرة التين كرمز لتنوير الإنسان، الذي كان يُفترض سابقًا أنه يأتي من خلال اتصاله بالمبدأ الأنثوي".

### الأساطير الرومانية
وجد التين المجفف في مدينة بومبي الرومانية خلال حملات التنقيب التي أجريت في البلدة التي كانت مطمورة بالرمال، وظهر التين في الرسوم الجدارية التي ضمت التين إلى جانب مجموعات أخرى من الفاكهة. يذكر بليني بأن التين المزروع في حدائق المنازل كان يستعمل لإطعام العبيد لكي يمدهم بالطاقة والقوة للخدمة، وبشكل خاص كان يتغذى على التين العمال والعبيد الزراعيون الذي يعملون في الزراعة. يلعب التين دوراً مهماً في الأساطير اللاتينية وكان يقدم كقربان إلى الإله باخوس في الطقوس الدينية.
تقول الأساطير الرومانية أن الذئب الذي أرضع روملوس وراموس (باللاتينية: Rumulus & Ramus) مؤسسي الإمبراطورية الرومانية استراح تحت شجرة تين، ومن هنا كان لشجرة التين قدسية عند الرومان. ويذكر أوفيد (باللاتينية: Ovid) في كتاباته بأن التين كان يقدم هدية خلال احتفالات رأس السنة عند الرومان. وكان سكان بلدة قورينا يضعون على رؤوسهم أكاليل من التين عندما كانوا يضحون إلى ساتورن الذين كانوا يعتبرونه مكتشف الفاكهة.

### البوذية
حقق غوتاما بوذا التنوير (البوذي) بعد التأمل تحت شجرة التين المقدسة، المعروفة باسم شجرة بودي، لمدة سبعة أسابيع (49 يومًا) حوالي 500 قبل الميلاد. يقع موقع التنوير في بود جايا الحالية وقد اُستبدلت شجرة بودي فيه عدة مرات.

### اليهودية والمسيحية
في سفر التكوين في الكتاب المقدس، كسا آدم وحواء نفسيهما بأوراق التين (تكوين 3: 7) بعد أكلهما الثمرة المحرمة من شجرة معرفة الخير والشر. وبالمثل، لطالما استُخدمت أوراق التين، أو تصوير أوراق التين، لتغطية الأعضاء التناسلية للشخصيات العارية في اللوحات والمنحوتات، على سبيل المثال في لوحة مازاتشو "الطرد من جنة عدن". علاوة على ذلك، وفقًا لأحد الآراء في التلمود والتفسير الكتابي اليهودي، فإن الثمرة المحرمة لشجرة المعرفة في جنة عدن ربما كانت تينًا. هناك أيضًا تقليد مسيحي مفاده أن شجرة المعرفة كانت نفس شجرة التين التي أيبسها المسيح في الأناجيل.
يحدد سفر التثنية التين كواحد من الأنواع السبعة (تثنية 8: 7-8)، واصفًا خصوبة أرض كنعان. هذه مجموعة من سبعة نباتات أصلية في الشرق الأوسط يمكن أن توفر معًا الغذاء على مدار العام. نُظمت القائمة حسب تاريخ الحصاد، حيث يكون التين رابعًا بسبب نضج محصوله الرئيسي خلال الصيف.
استُخدم الاقتباس الكتابي "كل واحد تحت كرمته وتينته" (ميخا 4: 4) للدلالة على السلام والازدهار. كان يُقتبس عادةً للإشارة إلى الحياة التي سيقودها المستوطنون في الغرب الأمريكي، واستخدمه تيودور هرتزل في تصويره للوطن اليهودي المستقبلي: "نحن كومنولث. شكله جديد، لكن هدفه قديم جدًا. هدفنا مذكور في سفر الملوك الأول: 'ويسكن يهوذا وإسرائيل آمنين كل واحد تحت كرمته وتينته من دان إلى بئر سبع". وسّع رئيس الولايات المتحدة جورج واشنطن، في رسالة عام 1790 إلى كنيس تورو في نيوبورت، رود آيلاند، الاستعارة للدلالة على مساواة جميع الأمريكيين بغض النظر عن الدين.

### الاسلام
ورد ذكر التين في القرآن الكريم مرة واحدة في سورة التين، حيث أقسم الله تعالى به في قوله: ﴿وَالتِّينِ وَالزَّيْتُونِ * وَطُورِ سِينِينَ﴾ (الآيتان 1-2). هذا القسم الإلهي بالتين يدل على أهميته وعظيم منفعته، وهو ما أكده العلم الحديث من خلال دراسات وتجارب عديدة أثبتت فوائده الجمة.

## السجل الأحفوري
عُثر على 10 من الثمار الداخلية الأحفورية لـ †فيكوس بوتنتيلويدس من أوائل العصر الميوسيني في منجم كريستينا في هرادتك ناد نيسو في شمال بوهيميا، جمهورية التشيك. تشبه هذه الأحافير الثمار الداخلية للتين الشائع.

## وصلات خارجية
- المعلومات الغذائية عن التين